# ロバート・トリフィン
ロバート・トリフィン（Robert Triffin, 1911年10月5日 - 1993年2月23日）は、ベルギー生まれで、アメリカで活躍した経済学者。
国際金融論、とくに貨幣改革に関心をもった。ハーバード大学、IMF、イェール大学などで活躍し、イェール大学を退めた後はベルギーで生涯を終えた。

## 略歴
- 1911年　ベルギーのフローベックで生まれる。
- 1934年　ルーヴェン・カトリック大学を卒業。
- 1935年　ハーバード大学でMAを取る。
- 1938年　ハーバード大学でPh.D．を取る（博士論文「独占的競争と一般均衡論」）。
- 1939年　ハーバード大学の講師となる。
- 1942年　連邦準備制度理事会のラテンアメリカ部門の議長となる。
- 1946年　IMFの為替管理局長官となる。
- 1948年　ヨーロッパ経済協力機構のヨーロッパ内収支委員会の米国代表となる（～1951年）。
- 1950年　ヨーロッパ収支連合の米国副代表になる（～1951年）。
- 1951年　イェール大学の経済学教授として学者生活に戻る。
- 1970年　ラバレイ賞とグーヴァヌール・コーネ賞を受ける。
- 1972年　ルーヴェン大学とイェール大学より名誉学位を受ける。
- 1977年　イェール大学を退める。
- ベルギーに住み、ルーヴェン・カトリック大学で非常勤で教えた。
- 1993年　ベルギーのオステンドで死去（81歳）

## 業績
- 1958年におけるヨーロッパの交換性回復は、国際金融の混乱から新しい国際金融秩序への第一歩であるが、問題の多い金為替本位制への復帰に過ぎなかった。「ドル不足」から「ドル過剰」に移った戦後の国際通貨制度をどのような制度に変えて行けばいいのか、というのがトリフィンの最大の関心であった。いうまでもなく主著は『金とドルの危機』（“Gold and the Dollar Crisis”,1960）であるが、改革案としては、（1）金価格の改訂（ハロッドなどが主張）、（2）変動相場制は否定され、（3）ケインズ案に近いトリフィン案が主張された。
- また、欧州経済共同体（EEC）、現在でいえば欧州連合（EU）、の通貨統合をかなり詳しく主張している。

## 主要著書
- （産業研究協会・国立国会図書館調査及び立法考査局共著）『交換性回復後の諸問題とその対策』、国立国会図書館調査立法考査局、1960年
- 『金とドルの危機――新国際通貨制度の提案』、村野孝・小島清監訳、勁草書房、1961年
- 『国際通貨制度入門――歴史・現状・展望』、柴田裕・松永嘉夫共訳、ダイヤモンド社、1968年
- 『ポンドの運命』、経済団体連合会訳、経済団体連合会出版、1970年

## 参考
- Robert Triffin（英語）